# 검은 눈의 아이들

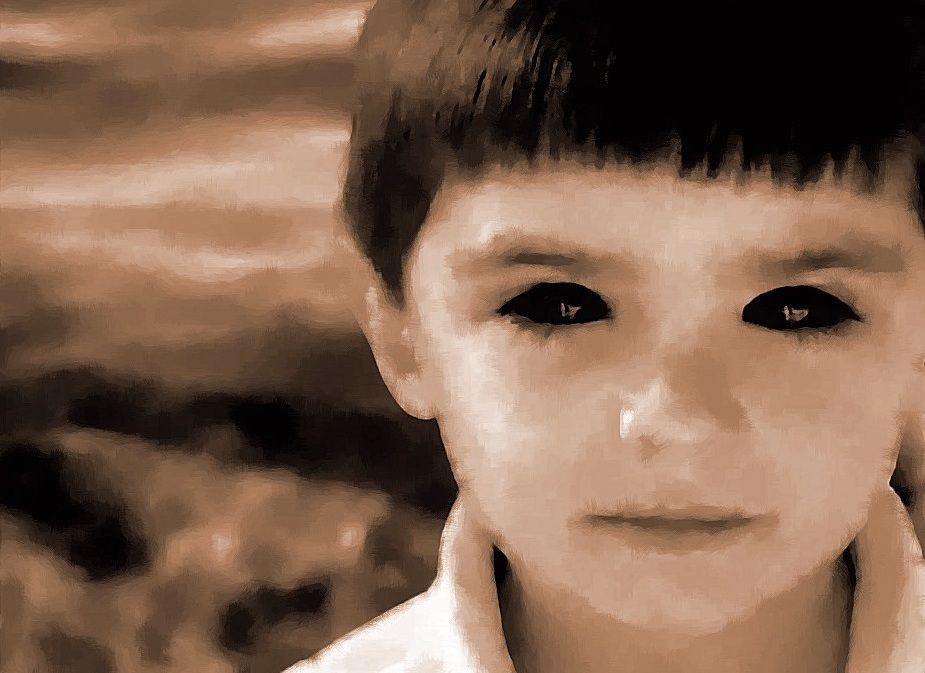
한 예술가의 그림

검은 눈의 아이들(black-eyed children)은 6세에서 16세 사이의 어린이들을 닮은 초상현상 창조물로 간주되는 도시전설이며 이 아이들은 눈이 새까맣고 피부가 창백하며 히치하이킹, 동냥을 하거나 거주지의 문간에 나타나는 것으로 보고되었다. 이 검은 눈의 아이들의 이야기는 1950년대부터 존재해왔다.

## 역사
전설의 기원은 1996년 텍사스의 기자 브라이언 베텔(Brian Bethel)이 쓴 기사 "유령과 관련된 메일링 리스트"(ghost-related mailing list)로 짐작되며 2명의 사람이 "검은 눈의 아이들"을 조우한 것과 관련된다. 베텔은 1996년 텍사스주 애빌린에서 이 두 어린이를 조우한 것을 기술하고 있으며 두 번째 사람은 유사하지만 관련이 없는 조우를 오리건주 포틀랜드에서 경험한 것이라고 주장한다. 베텔의 이야기들은 크리피파스타의 고전적인 예로 간주되고 있으며 "새로운 도시전설에 관한 더 많은 정보의 수요를 알게 하기 위해"(just to keep up with demand for more info about the new urban legend) FAQ를 게시한 데에서 이러한 대중성을 얻었다.